# サイモン・カーティス
サイモン・カーティス（Simon Curtis、1960年3月11日 - ）は、イギリスの映画監督。ロンドン出身。
主にテレビドラマ、テレビ映画、ミニシリーズの監督、プロデュースを多く手がける。2011年、『マリリン 7日間の恋』で劇場用長編映画監督デビュー。アカデミー賞で2部門、ゴールデングローブ賞で3部門、英国アカデミー賞で6部門にノミネートされるなど高い評価を受ける。
1992年にアメリカの女優エリザベス・マクガヴァンと結婚、2人の娘がいる。

## 主な作品

### 監督
- プリンスは大学生 The Student Prince (1997) テレビ映画
- My Summer with Des (1997) テレビ映画
- デビッド・コパーフィールド David Copperfield (1999) テレビミニシリーズ
- Man and Boy (2002) テレビ映画
- クランフォード Cranford (2007 - 2009) テレビドラマ
- A Short Stay in Switzerland (2009) テレビ映画
- マリリン 7日間の恋 My Week with Marilyn (2011) 製作総指揮も
- 黄金のアデーレ 名画の帰還 Woman in Gold (2015) 製作総指揮も
- グッバイ・クリストファー・ロビン Goodbye Christopher Robin (2017)
- エンツォ レーサーになりたかった犬とある家族の物語 The Art of Racing in the Rain (2019)
- ダウントン・アビー/新たなる時代へ Downton Abbey: A New Era (2022)

### プロデューサー
- エドワードII Edward II (1991) 製作総指揮
- 十二夜 Twelfth Night or What You Will (1996) 製作総指揮
- ダロウェイ夫人 Mrs. Dalloway (1997) 製作総指揮
- コペンハーゲン Copenhagen (2002) テレビ映画、製作総指揮